# Elaeocarpus laoticus
Elaeocarpus laoticus är en tvåhjärtbladig växtart som beskrevs av François Gagnepain. Elaeocarpus laoticus ingår i släktet Elaeocarpus och familjen Elaeocarpaceae. Inga underarter finns listade i Catalogue of Life.